# Rån (bakverk)

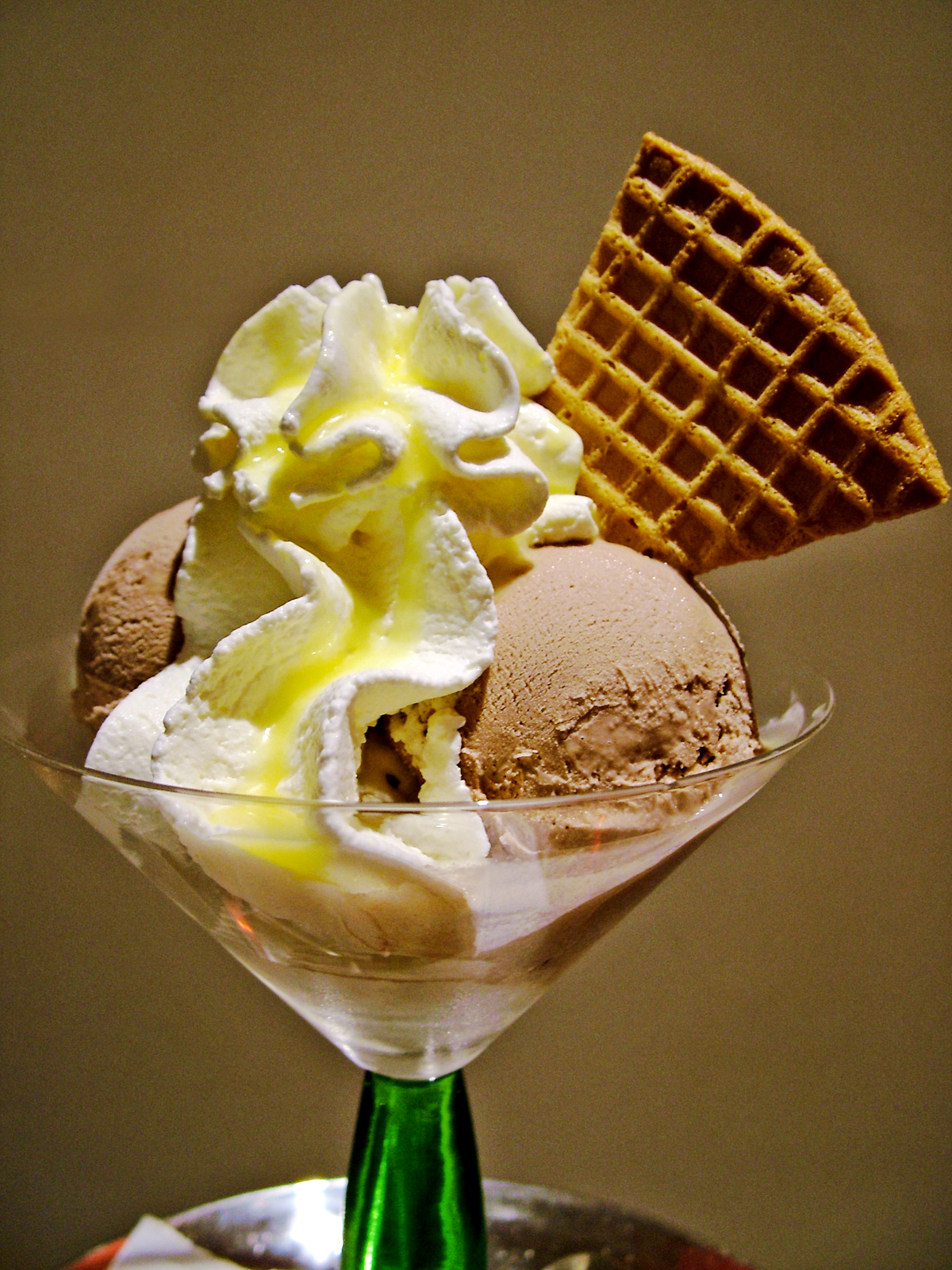
Ett rån som dekoration på glass.

Rån är ett tunt, mönsterpressat, våffelliknande bakverk som gräddas mellan mönstrade järn (rånjärn).
Det finns tre huvudtyper av rån:
- Om rånen är osötade och säljs utan fyllning kallas de smörgåsrån och är avsedda att användas som en sort lättare knäckebröd.
- Om de har söt fyllning kallas de numera wafers (det engelska ordet för rån) på svenska. Dessa kan i sin tur vara platta eller rullade som pinnar.
- Den tredje typen av rån är de strutformade, som vanligen används som glasstrutar.

## Varianter

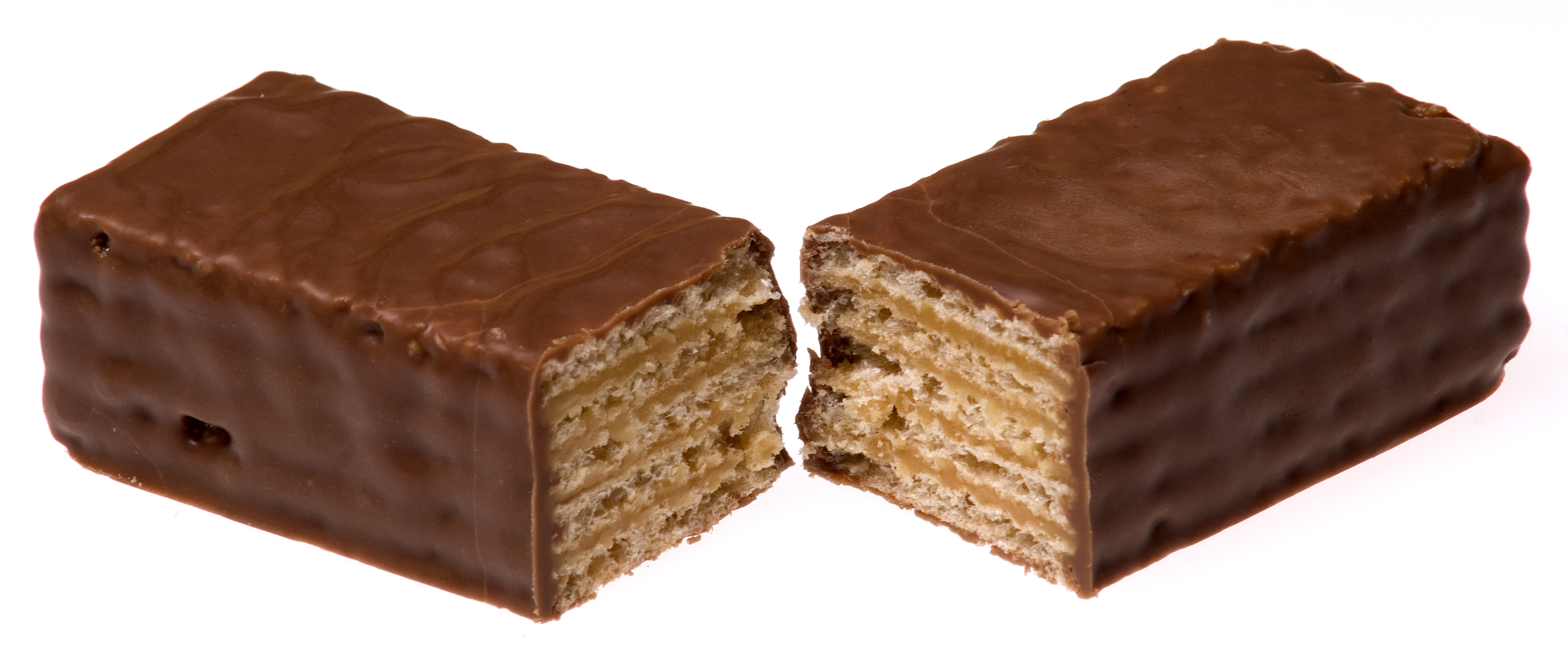
Chokladdoppad wafer med knäckfyllning.
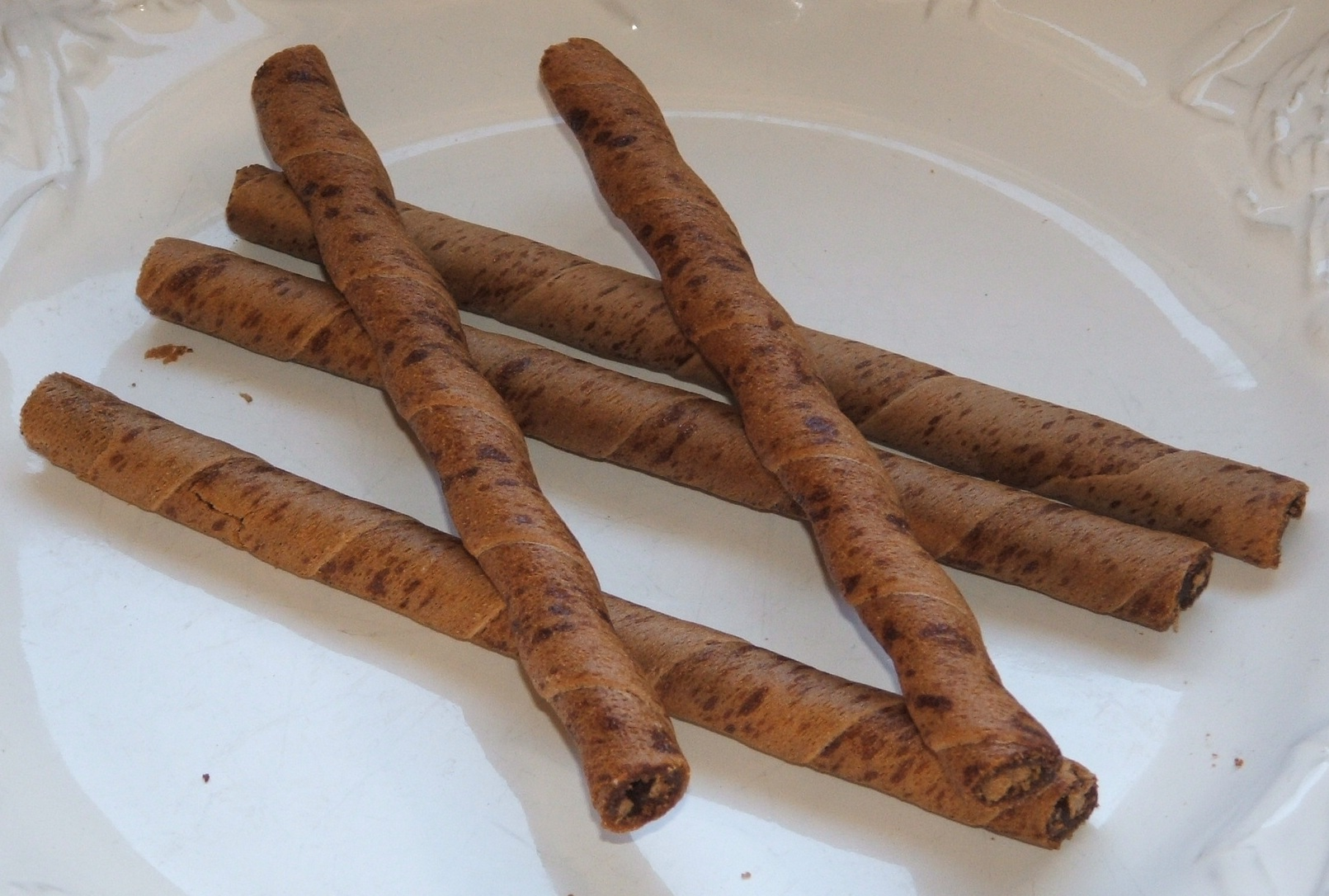
Rullade chokladwafers.
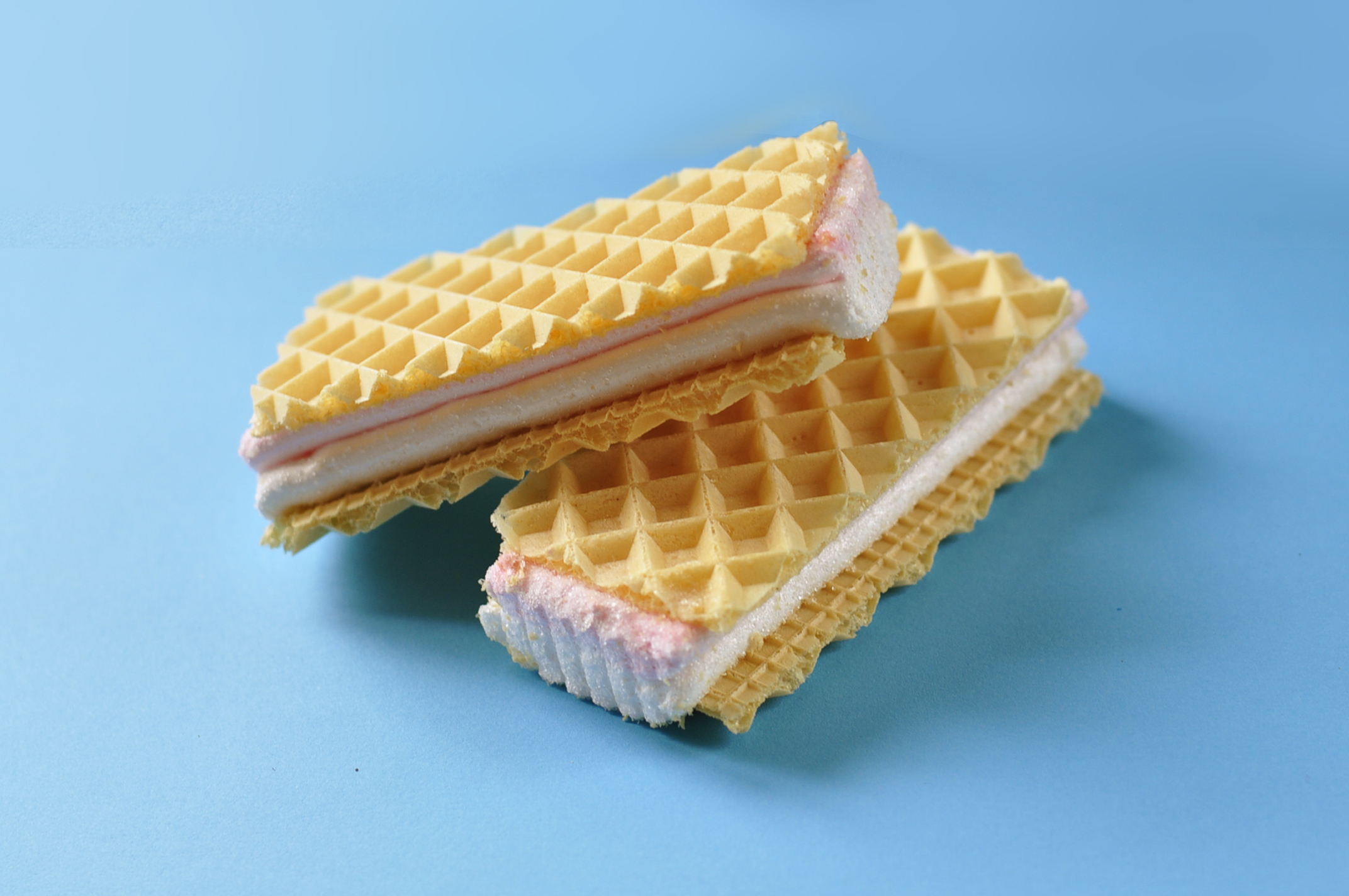
Wafters fyllda med marshmallow.
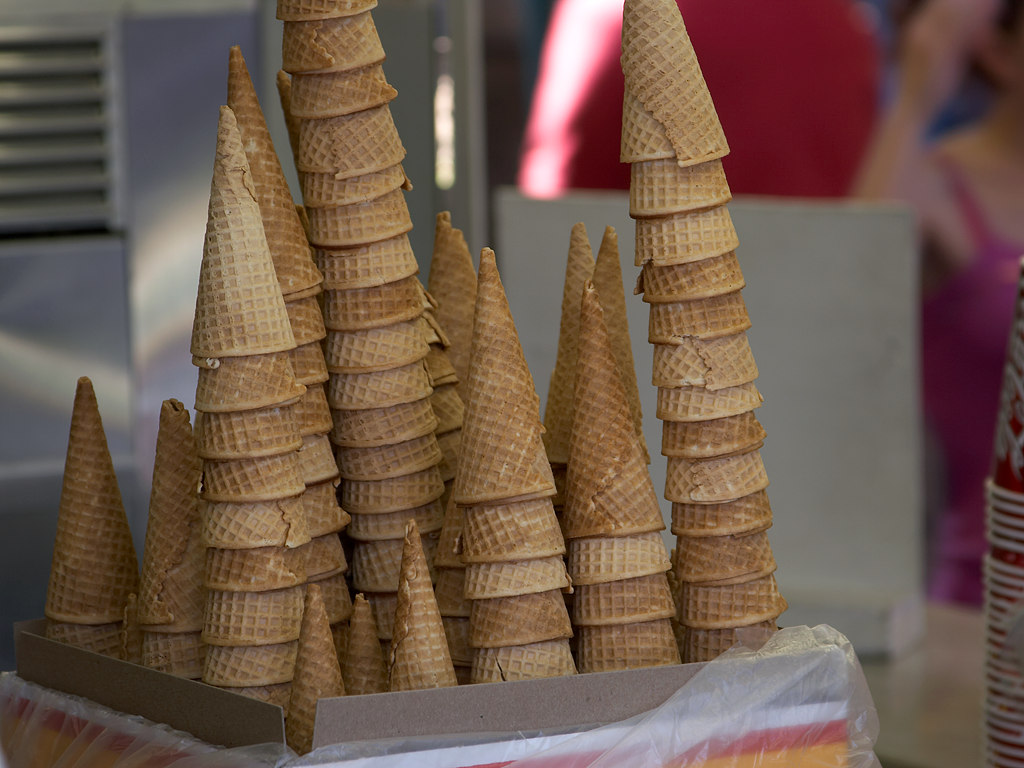
Rån i form av glasstrutar.